# Bernesga de Arriba
Bernesga de Arriba es una comarca tradicional de la provincia de León. Está formada por los actuales ayuntamientos de Cuadros y Sariegos. La comarca esta a escasos kilómetros de la capital.
En la comarca de Bernesga de Arriba, el paisaje es el típico de un páramo con suaves cerros, situada al margen derecho del río Bernesga antes de su paso por la capital. Históricamente el término se vincula a la Hermandad de Bernesga de Arriba, uno de aquellos movimientos populares nacidos para la defensa de los más débiles núcleos rurales frente a los cabildos urbanos.

## Poblaciones
- Cuadros
  - Cabanillas
  - Campo y Santibáñez
  - Cuadros
- Sariegos
  - Azadinos
  - Carbajal de la Legua
  - Pobladura del Bernesga
  - Sariegos

## Municipios
| Municipios | Habitantes (2014) | Superficie (km²) | Densidad (hab/km²) |
| Cuadros    | 1998              | 109,70           | 18,21              |
| Sariegos   | 4.819             | 36,35            | 135,57             |
| Total      | 6.817             | 146,05           | 46,68              |
| ---------- | ----------------- | ---------------- | ------------------ |